# Arthfael ap Rhys
Pour les articles homonymes, voir Arthfael.
Arthfael ap Rhys roi de Glywysing fl. 800.

## Origine
Arthfael Hen ap Rhys c'est-à-dire le Vieux est le fils de Rhys ap Ithael et le petit-fils de Ithael ap Morgan roi de Gwent et de Glywysing. Sa mère était probablement Ceingar ferch Maredudd ap Tewdwr de Dyfed et son épouse  Brawstudd ferch Gloud ap Pasgen Buellt mère de son fils Rhys.

## Contexte
À son époque le Glywysing se trouve subdivisé entre plusieurs frères et cousins qui ne « règnent » que sur un territoire réduit à quelques cantrefs. Bien que Arthfael soit considéré comme le représentant de la lignée ainée il ne semble pas jouir d'une autorité particulière sur ses frères Hywel et Brocfael ses neveux Brochwael et Gwriard, ses cousins Tewdr, Gwrgan et Meurig ni ses oncles Meurig et Rhodri qui règnent en même temps pendant que leur cousin Arthrwys ap Ffernfael, gouverne le royaume de Gwent voisin. Cette partition du Glywysing se poursuit avec ses fils Meurig et Rhys qui règnent dans les décennies 830-840. Ce n'est qu'avec son parent Hywel ap Rhys  que le royaume de Glywysing recouvrera son ancien statut de puissance régionale.

## Mort
Arthfael meurt entre 815 et 825 lors d'un combat contre les Anglo-Saxons près de l'église de  Roath dans les environs de Cardiff, bien que son armée semble avoir remporté la victoire. Arthfael est ensuite inhumé à Roath. Il a comme successeur comme roi de  Glywysing son fils Rhys ap Arthfael. En 848, le roi de Gwent  Ithael ap Arthrwys qui est son cousin meurt, 
et il a comme successeur  Meurig ap Arthfael et les deux fils d'Arthfael règnent ensemble sur les deux royaumes.